# Egzorcist 3
Egzorcist 3 (eng. The Exorcist III) je američki horor iz 1990. godine kojeg je režirao William Peter Blatty. Film je nastao na temelju Blattyevog romana Legija (eng. Legion) koji predstavlja kanonički nastavak njegovog originalnog romana Egzorcist. U filmu glavne uloge tumače George C. Scott, Nicol Williamson, Ed Flanders, Brad Dourif.
Ovaj film je nastavak filma Egzorcist. Također, treba naglasiti kako on uvelike ignorira događaje iz filma Egzorcist 2: Heretik. Radnja ovog filma se odvija u Georgetownu, petnaest godina nakon zbivanja iz prvog filma, u kojem je mala djevojčica po imenu Regan bila opsjednuta od strane demona.

## Kratki pregled
U radnji filma, koja je smještena petnaest godina nakon događaja iz filma Egzorcist, jedan od glavnih likova je poručnik Kinderman, filozofski raspoložen policijski detektiv, koji je nakratko bio upleten u slučaj Reganine opsjednutosti. On mora istražiti cijeli niz užasnih ubojstava koja čini se iza sebe imaju sotonske motive, te obilježja serijskog ubojice znanog kao Ubojica blizanaca. Najčudnija stvar leži u činjenici da je Ubojica blizanaca pogubljen prije nekoliko godina.
Dokazi naposljetku odvode Kindermana do psihijatrijskog odjela, ustanove za mentalno poremećene, u kojem već prethodno uznemirujući slučaj čini još šokantiji okret.
Unatoč činjenici da nije ponovio uspjeh originala, ipak je cijenjeniji u odnosu na film Egzorcist 2: Heretik. Spori tempo filma i naglašeni dijalog u Egzorcisti 3 se često spominje kao razlog zbog kojeg ga obožavatelji horora vole ili mrze. 
Košarkaš Patrick Ewing i maneken Fabio Lanzoni su imali cameo pojave u jednoj sceni iz sna a uz njih u filmu se još pojavio i televizijski voditelj Larry King, koji je glumio samog sebe u jednoj sceni u restoranu. Film također uključuje i rane glumačke pojave Angele Basset kao medicinske sestre i Samuela L. Jacksona kao slijepca.

## Radnja
Film započinje s jezovitim kadrom crkve na kojoj se vrata naglo i nasilno sama od sebe ostvaraju, nakon čega vjetar kroz njih počne unositi smeće koje se potom koluta između klupa. Potom kip Isusa otvara oči i gleda u kameru. Kamera potom, primjećuje nekoga na odlasku iz crkve, glas koji nam govori "Ja imam snove...o ruži...i o padanju niz dugi niz stuba." Mi potom uistinu vidimo scenu u kojoj netko pada niz stube a koja je bila prikazana u završnici originalnog filma Egzorcist.
Nakon toga u filmu slijedi nagli skok na scenu u kojoj se poručnik Kinderman (George C. Scott) nalazi na mjestu ubojstva. Naime, dvanaestogodišnji dječak, Thomas Kintry (koga smo vidjeli u sceni koja je bila poput prikaza iz sna, na početku filma) je ubijen.
Nešto kasnije, Kinderman izvodi svog starog prijatelja, svećenika po imenu Joseph Dyer, u kino da zajedno pogledaju obojici omiljeni film Život je lijep. Nakon filma, Kinderman priča o detaljima vezanim uz ubojstvo dječaka koje je to jutro istraživao; dijete je bilo paralizirano suksametonij kloridom, lijekom koji se koristi za opuštanje mišića, i potom obezglavljeno da bi mu ubojica još potom na mjesto njegove glave postavio glavu Isusovog kipa i na kraju ga razapeo.  
Unatoč zastrašujućim prizorima filma, u dijalogu između Kindermana i Dyera, koji se često čine neprijateljski raspoloženi jedan prema drugom, kako to mogu biti samo dugogodišnji prijatelji, se pojavljuju i komični tonovi. Takav je bio i razgovor koji su poveli o problemu besmrtnosti:
Kinderman: Bi li Bog ko je "dobar" izmislio nešto poput smrti? Otvoreno govoreći, to je loša ideja. Nije popularna, Oče. Nije pobjednik.
Dyer: Eto, kriviš Boga.
Kinderman: A koga bi trebao kriviti, Phila Rizzutoa?
Dyer: Ne bi ti želio živjeti vječno.
Kinderman: Da, bih.
Dyer: Ne bi. Bilo bi ti dosadno.
Kinderman: Imam hobije.
Nedugo potom, novo ubojstvo se događa; svećenik je obezglavljen u crkvi. Mi vidimo staru gospođu kako napušta mjesto zločina. Kinderman, kao što je to učinio i kod prethodne žrtve, pregledava obje ruke truple. 
Otac Dyer je nakratko hospitaliziran, no razlog zbog toga nije posebno ozbiljan. Njemu se naime zavrtilo u glavi, te je zbog toga odlučio da mu je nakratko potreban odmor.

### San
Te noći, Kinderman je usnuo čudan i vrlo stvaran san o zagrobnom životu. Nakon što je vidio kako glazbena kutijica, s plesačicom koja se na njoj okreće, pada u ponor a koju potom prati i krunica (stvari koje nagovještavaju ubojstva), on u svom snu Limb portretira kao hospicij koji podsjeća na Veliki centralni terminal (eng. Grand Central Terminal) u kojem osoblje čine anđeli a pacijenti ondje su mrtvi (ili gotovo mrtvi ljudi) koji čekaju transport na mjesta pod nazivima "Terapija", "Zemlja", "Intenzivna njega", "Centar za prihvat", "Rekonstrukcija" i "Drugdje", pri čemu cijelo vrijeme animatronski ženski trio svira na žicama i klaviru--a uz to, drugdje u stanici, veliki orkestar svira swing melodije. Jedan od pacijenata uzaludno pokušava komunicirati sa svjesnima i živima na Zemlji pomoću amaterskog radija:
Pacijent: Zemljo! Čuješ li nas? Mi pokušavamo komunicirati! Javi se, molim te!
Slijepi pacijent: (ogorčeno) Živi su gluhi.
Šetajući kroz hospicij, Kinderman biva srdačno pozdravljen od strane prve žrtve, tamnoputog dječaka Thomasa (koji nosi majicu kratkih rukava s natpisom Policijski muški klub (eng. Police Boys Club), te kojemu je glava zašivena nazad na tijelo) kojem se on potom ispričava, "Thomase, žao mi je što si ubijen." 
On, potom, viđa oca Dyera, koji poput Thomasa ima šavove po svome vratu a kojeg zbrinjava tihi Anđeo smrti s crnim krilima, kojeg u filmu tumači NBA zvijezda Patrick Ewing. Kinderman se naglas pita, sanja li Dyer ovo također. "Ne Bill, ja ne sanjam."
Radnja filma potom znatno ubrzava, pri čemu biva prekidana tek s kratkim prikazima scena u kojim Dyer biva bačen na svoj bolnički krevet -- publika kasnije saznaje kako mu je u tom trenutku bila izvlačena krv, te kako je lupanje bilo tek način da se iz njegovog tijela izvuče koja kap više. 
Sljedećeg dana, otac Dyer je pronađen mrtav. Ubijen je prethodne noći, kao što je na to i upućivao Kindermanov san. Iz njega je bila iscijeđena i posljednja kap krvi a uz to još mu je i glava bila odvojena od tijela. Na zidu je, Dyerovom krvlju bilo ispisano: "ŽIVOT JE LLIJEP" (loše napisana riječ s dva slova "L" je bila zaštitni znak Ubojice blizanaca).

### Neobjašnjivi događaji
Na svakom mjestu ubojstva, starija osoba je bila primjećena a uz to još su i otisci prstiju na svakom mjestu zločina bili različiti, što je ukazivalo na to da je svaki od zločina počinila različita osoba, unatoč očiglednim sličnostima svih ubojstava. 
U razgovoru s bolničkim osobljem, Kinderman napokon priznaje razlog zbog kojeg je osjećao veliku nelagodu u vezi ovih ubojstava. Prije petnaest godina Ubojica blizanaca je pogubljen; on je svakoj svojoj žrtvi odrezao desni kažiprst a na dlanu lijeve ruke je urezao zodijački znak blizanaca. Kinderman je, naime, provjeravao ruke kod sve tri žrtve i kod sve tri je i pronašao znak blizanaca. Ubojica blizanaca je također u svojim obaviještenjima koje je slao medijima uvijek riječima dodavao po još jedno slovo "L". Nadalje, da bi izbjegli lažna priznanja, odjel za ubojstva richmondske policije je odlučio držati u tajnosti istinite detalje o sakaćenjima Ubojice blizanaca; novinama su bile dojavljene informacije da je žrtvama bio odrezan lijevi kažiprst, te da je znak blizanaca bio urezan na leđima žrtava. U ovim novim ubojstvima, izvršena su autentična sakaćenja za koja su znali samo pogubljeni ubojica i richmondska policija (uključujući i Kindermana). Jedini logični zaključak bi bio da je Ubojica blizanaca živ, no on je bio pogubljen, to je bilo sasvim sigurno. Kinderman ne razumije što se događa, što ga ne sprječava da podijeli to sa svojim jednako zbunjenim kolegama.
Šef psihijatrijskog odjela, dr. Temple, traži da se vidi s Kindermanom. Temple je vrlo nervozan, pali cigaretu za cigaretom i konstatno drhti od straha. Nakon što se susreo s Kindermanom, Temple počinje pripovijedati priču o čovjeku iz ćelije broj 11, koji je prije 15 godina pronađen kako, bez ikakvog sjećanja (tj. s amnezijom), besciljno luta ulicama. Čovjek je od toga trenutka bio zatvoren i u katatonskom stanju, tj. sve do nedavno kada je postao agresivan, te počeo tvrditi kako je on Ubojica blizanaca. 
Kinderman udovoljava Templeovim željama i odlazi vidjeti pacijenta, samo da bi otkrio kako je pacijent - barem po izgledu - Damien Karras. Otac Karras je u Egzorcisti dopustio Reganinom demonu da ga opsjedne, nakon čega se bacio kroz prozor i niz stepenice. 
Kinderman ne vjeruje svojim očima. Nadalje, pacijent se počinje hvaliti kako je on Ubojica blizanaca, pri čemu se također ruga i Kindermanu na način da izjavljuje kako on ne zna tko je taj otac Karras a također se naposljetku i hvali kako je on ubio oca Dyera, što potpuno razljućuje Kindermana.
Neznajući u što da vjeruje, Kinderman napušta bolnicu.

### Scena u hodniku
Slijedi dugi snimak hodnika u krupnom planu i to u trenutku dok medicinska sestra Amy Keating (koju tumači Tracy Thorne a koja se kroz cijeli film može prepoznati po tome što je jedina medicinska sestra koja nosi crveni džemper preko svoje uniforme) radi svoj obilazak pacijenata. Nakon nekoliko minuta spokojne tišine, slijedi lažna uzbuna čiji je uzrok bezopasni pacijent koji se naglo budi i straši medicinsku sestru. 
Nakon prethodno spomenutog, slijedi ponovno vladavina tišine, tijekom koje medicinska sestra provjerava ostale pacijente. Čovjek iz osiguranja koji sjedi u hodniku biva pozvan od strane nekoga, što vodi do njegovog odlaska, koji navodi gledatelje na lažnu pretpostavku da će ga kamera nastaviti pratiti na tom putu. Umjesto toga, kamera ostaje usmjerena na hodnik u kojem medicinska sestra provjerava svoju listu zaduženja, kako bi bila sigurna da ih je sve ispunila. Scena je do tog trenutka trajala oko minutu i pol - tj. vrlo dugo. I upravo u trenutku kada gledatelji već povjeruju kako se ništa neće dogoditi, objektiv kamere se zumira na bezbrižnu medicinsku sestru koja prolazi hodnikom a koju, misteriozna figura omotana u deku, slijedi, držeći u rukama škare za amputaciju. Odmah potom, film skače na scenu obezglavljenog kipa Isusa. Sljedećeg jutra, zlovoljni Kinderman je obaviješten kako je nesretna medicinska sestra pronađena mrtva. Ona je bila obezglavljena i rasporena, pri čemu joj je utroba isčupana a potom i napunjena krunicama.
Istog jutra, otkriveno je kako je dr. Temple, čovjek koji je prvi skrenuo Kindermanovu pažnju na čovjeka iz ćelije broj 11, pronađen mrtav. On je u svom uredu počinio samoubojstvo, koje je bilo potaknuto nezamislivim užasom koje mu je bilo za petama.

### Objašnjenje
Kinderman napokon odlazi vidjeti čovjeka iz ćelije broj 11, tj. čovjeka koji izgleda kao Karrasa a koji tvrdi da je duh Ubojice blizanaca. On tvrdi da je uistinu bio pogubljen, no prije trenutka u kojem je njegova duša trebala otići, bila je gurnuta u umiruće tijelo oca Karrasa. Demon koji je opsjeo Regan u prvom filmu, razbješnjen činjenicom da je bio prisiljen napustiti djevojčino tijelo, se osvećuje Karrasu na način da u njegovo tijelo stavlja dušu zloglasnog serijskog ubojice, tj. dušu Ubojice blizanaca. Svake večeri, duša Ubojice blizanaca napušta Karrasovo tijelo, nakon čega, drugdje po bolnici, opsjeda stare senilne ljude, koje koristi za počinjavanje ubojstava. To objašnjava starije ljude koji su viđani po mjestima ubojstava, kao i činjenicu kako su to mogli, fizički i psihički, učiniti. Također, to objašnjava i činjenicu da su na svakom mjestu pronađeni drugačiji otisci prstiju. "Ubojica blizanaca", također, objašnjava kako je on bio taj koji je uzrokovao samoubojstvo dr. Templea, prijetivši mu kako će patiti na neobjašnjive načine, u boli koja se ne može zamisliti. On je u biti tvrdio kako je Temple povjerovao u njegov razvidan blef, (cerekao se govoreći "..budala mi je povjerovala"), no kako "nije mogao podnijeti pritisak, pritisak neusporedivog mene". Temple je, očigledno, izabrao bezbolno okončanje života, umjesto rizika, koji je podrazumijevao istu užasnu patnju koju su proživjele sve prethodne žrtve. Postoji mogućnost kako se time htjelo istaći kako je Temple, s obzirom na to da je samoubojstvo od strane crkve smatrano velikim grijehom, sebe nenamjerno sam poslao u Pakao. 
Također, saznaje se kako su sve žrtve bile na neki način povezane s događajima iz prvog filma. Prva žrtva, mladi dječak, je bio sin žene koja je shvatila kako je bezmisleni jezik koji je Regan govorila zapravo engleski, ali izgovaran unazad. Potom, prvi svećenik koji je ubijen je preporučio Karrasa kao egzorcistu a potom tu je i otac Dyer koji je bio Karrasov prijatelj i na kraju dolazimo do samoga Karrasa koji je na kraju i istjerao demona iz Regan. Četvrta žrtva, medicinska žrtva, nije bila ni na koji način povezana s događajima iz prvog dijela; Ubojica blizanaca ju je ubio samo da bi dokazao svoje tvrdnje Kindermanu.

### Kraj
U početku, Kinderman nije povjerovao u tu cijelu priču, ali se ipak predomislio nakon što je Ubojica blizanaca zaposjeo stariju ženu koja čini neuspješan pokušaj ubojstva Julie, Kindermanove kćerke. Pokušaj je spriječen u posljednjem trenutku, u kojem Kindermanova punica odvlači Julie od amputacijskih škara, koje je starica izvadila iz vreće koju je nosila sa sobom. Opsjednuta pacijentica potom napada Kindermana, no taj napad vrlo brzo prestaje i to u trenutku kada svećenik Paul Morning ulazi u hodnik koji vodi do ćelije broj 11, u kojoj namjerava izvšiti obred egzorcizma.  No, sve polazi po zlu i dotični svećenik samo što nije ubijen. Međutim, Kinderman stiže u pravi trenutak. On, naime, pokušava eutanazirati oca Karrasa, nakon što je pronašao tijelo drugog svećenika, no biva bačen o zid od strane istog, koji čini se vlada nekakvom telekinetičkom silom. Demon koji je zaposjeo Karrasa (u ovoj fazi čini se kako se u Karrasovom tijelu ne nalazi samo Ubojica blizanaca već i demon iz originalnog filma Egzorcist) potom pita Kindermana je li mu pomogao da vjeruje. Nakon toga slijedi žestoki govor Kindermana ("Ja vjerujem u smrt, ja vjerujem u mržnju, ja vjerujem u bol, ja vjerujem u svaki oblik ružnoće...!") koji ukazuje na to da je isti na kušnji da se preda Paklu, ali isto tako može biti da je Kinderman jednostavno samo htio udovoljiti Ubojici blizanaca. Nakon izgovora tih riječi, Kinderman je suočen s vizijama pakla u obliku brojnih žrtava Ubojice blizanaca. Te sjenke, koje se izdižu iz pukotina poda ćelije, uključuju Thomas Kintryevo razapeto, obezglavljeno tijelo na koje je bila zakačena glava Isusovog kipa. Nakon te vizije uslijedila je ona u kojoj otac Karras plačući viče, "Bill, spasi me!". U međuvremenu osviješteni otac Morning, na kratko uspjeva istjerati Ubojicu blizanaca iz Karrasovog tijela. Nakratko, čovjek u ćeliji broj 11 je bio u potpunosti Karras, koji moli Kindermana da ga ubije prije nego što se Ubojica blizanaca vrati u njegovo tijelo. Kinderman ispunjava Karrasovu želju i ubija ga svojim službenim pištoljem, što vodi do Karrasove smrt i protjerivanja Ubojice blizanaca. 
Mnogi kritičari su tvrdili kako je film prenaglo završio, te kako se previše udaljio od završetka koji je bio u romanu. Objavljeno je kako su producenti osjećali da je filmu potreban egzorcizam za opravdanje naslova samog filma i zbog toga je ubačena ta scena. Također, rečeno je i da je William Peter Blatty bio nezadovoljan s konačnim krajem koji je film imao.

## Glavne uloge
- George C. Scott kao poručnik William 'Bill' Kinderman
- Ed Flanders kao otac Joseph Kevin Dyer
- Brad Dourif kao Ubojica blizanaca/James Venamun
- Jason Miller kao pacijent X (otac Damien Karras)
- Nicol Williamson kao otac Paul Morning
- Zohra Lampert kao Mary Kinderman
- Scott Wilson kao dr. Temple

## Nagrade i nominacije
Film je osvojio nagradu Saturn za najbolji scenarij, te je bio nominiran još u dvije kategorije za istu nagradu, najbolji horor i najbolji sporedni glumac (Brad Dourif), uz još jednu nominaciju za ne baš poželjnu nagradu Zlatna malina (eng. Razzie Award) u kategoriji najgoreg glumca (George C. Scott).

## Ponovno snimanje
Film je nakon produkcije na zahtjev studija doživio dvije velike promjene:
- Jason Miller je bio angažiran jer je studio želio da netko iz originala bude uključen u film. Miller je bio logičan izbor s obzirom na to da su druga dva lika iz originala, Kinderman i otac Dyer, bili tumačeni od strane Lee J. Cobba (koji je od tada umro) i Williama O'Malleya (koji je prihvatio ulogu u originalu samo kao uslugu Blattyu a koji uz to nije niti bio u mogućnosti reprizirati svoju ulogu). Nažalost, glumac Brad Douriff je već bio angažiran da glumi pacijenta X, tako da je bilo potrebno nešto ponovnog snimanja i editiranja. Naposljetku, Miller je tumačio identitet pacijenta X/Karrasa, dok je Dourif tumačio lik Jamesa "Ubojice blizanaca" Venamona. Sve scene u kojima je Dourif glumio Karrasa su bile ponovno snimljene s Millerom.

- Scena s ocem Morningom je naknadno bila ubačena u film i to jer je studio želio da u filmu bude egzorcizma, kako bi time opravdali naziv samog filma. To je bilo poprilično nespretno izvedeno i kao rezultat toga u filmu postoji diskontinuitet, koji posebno dolazi do izražaja tijekom finalne scene u kojoj Morningovo tijelo nestaje da bi se nedugo potom ponovno pojavilo.

## Zanimljivosti
- U početku, Blatty je htio da film prati događaje iz Egzorciste, ali ne i da bude njegov izravni nastavak. On je htio da se film zove isto kao i knjiga po kojoj je rađen-Legija. No, tijekom produkcije film se oslovljavao naslovom Egzorcist: Legija (bez ikakvih brojeva). No, mijenjanju naslova ni tu nije bio kraj, naime Morgan Creek je promijenio ime filma u Egzorcist 3: Legija a uz to još je napisao i snimio scenu u kojoj se egzorcizam odvija na psihijatrijskom odjelu. Da bi stvari bile još zanimljivije, originalne najave za film su ga najavljivale kao Egzorcist 1990. Na samom kraju, podnaslov Legija je bio odbačen i film je izdan kao Egzorcist 3.

- Crvena boja igra vrlo važnu ulogu u filmu (npr. ruža, džemper medicinske sestre Keating itd.).

- U romanu, Pazuzu pobjeđuje i time ostvaruje svoje zastrašujuće proročanstvo, "Ovaj puta, ti ćeš izgubiti".

- Jedinstvena odora medicinske sestre Amy Keating je korištena u računalnoj horor igri Silent Hill, naime istu takvu odoru ondje nosi medicinska sestra Lisa Garland.

- Film nastavlja ondje gdje je stao Egzorcist iz 1973., pri čemu potpuno ignorira događaje iz drugog dijela.

- Zohra Lampert, koja je tumačila Kindermanovu suprugu, je najbolje poznata po svojoj glavnoj ulozi u još jednom vrlo dobro poznatom hororu, Preplašimo Jessicu na smrt iz 1971.

- Serijski ubojica iz Gainsvillea, na Floridi, je danima gledao Egzorcistu 3, prije nego što je krenuo u svoj krvavi pohod 1990. godine, koji je završio sa smrću pet studenata. Kasnije, on je svoj alter-ego (drugi-ja) koji je ubijao nazvao "Ubojicom blizanaca".

## Vanjske poveznice
- Egzorcist 3 u internetskoj bazi filmova IMDb-a
- TheNinthConfiguration.com - Stranice posvećene Williamu Peteru Blattyu, Devetoj konfiguraciji i Legiji